# Гуама (мікрорегіон)

Гуама на карті

Гуама (порт. Microrregião do Guamá) — мікрорегіон в Бразилії, входить в штат Пара. Складова частина мезорегіону Північний схід штату Пара. Населення становить 434 556 чоловік (на 2010 рік). Площа — 28 267,123 км². Густота населення — 15,37 чол./км².

## Демографія
Згідно з даними, зібраними в ході перепису 2010 р. Національним інститутом географії і статистики (IBGE), населення мікрорегіону становить:
| Повне населення                               | Повне населення                               | Повне населення                               | Повне населення                               | 434 556 |
| --------------------------------------------- | --------------------------------------------- | --------------------------------------------- | --------------------------------------------- | ------- |
| в том числе:                                  | Міське населення                              | 166 516                                       | Відсоток міського населення, %                | 38,32   |
|                                               | Сільське населення                            | 268 040                                       | Вдсоток сільського населення, %               | 61,68   |
|                                               | Чоловіче населення                            | 224 529                                       | Відсоток чоловічого населення, %              | 51,67   |
|                                               | Жіноче населення                              | 210 027                                       | Відсоток жіночого населення, %                | 48,33   |
| Густота населення, чол/км²                    | Густота населення, чол/км²                    | Густота населення, чол/км²                    | Густота населення, чол/км²                    | 15,37   |
| Населення мікрорегіону в % до населення штату | Населення мікрорегіону в % до населення штату | Населення мікрорегіону в % до населення штату | Населення мікрорегіону в % до населення штату | 5,73    |

## Склад мікрорегіону
До складу мікрорегіону включені наступні муніципалітети:
1. Аурора-ду-Пара
2. Кашуейра-ду-Пірія
3. Капітан-Посу
4. Гаррафан-ду-Норті
5. Іпішуна-ду-Пара
6. Ірітуя
7. Майн-ду-Ріу
8. Нова-Есперанса-ду-Пірія
9. Орен
10. Санта-Лузія-ду-Пара
11. Сан-Домінгус-ду-Капін
12. Сан-Мігел-ду-Гуама
13. Візеу

| Бразилія | Це незавершена стаття з географії Бразилії. Ви можете допомогти проєкту, виправивши або дописавши її. |